# ナーヤカ朝

ヴィジャヤナガル王国の版図

ナーヤカ朝（なーやかちょう、英語：Nayaka dynasty）とは、南インド、ヴィジャヤナガル王国の領主層であるナーヤカが、王国から半独立あるいは独立の立場をとって樹立したヒンドゥー王朝の総称。ナーヤク朝（Nayak dynasty）とも呼ばれる。

## 歴史

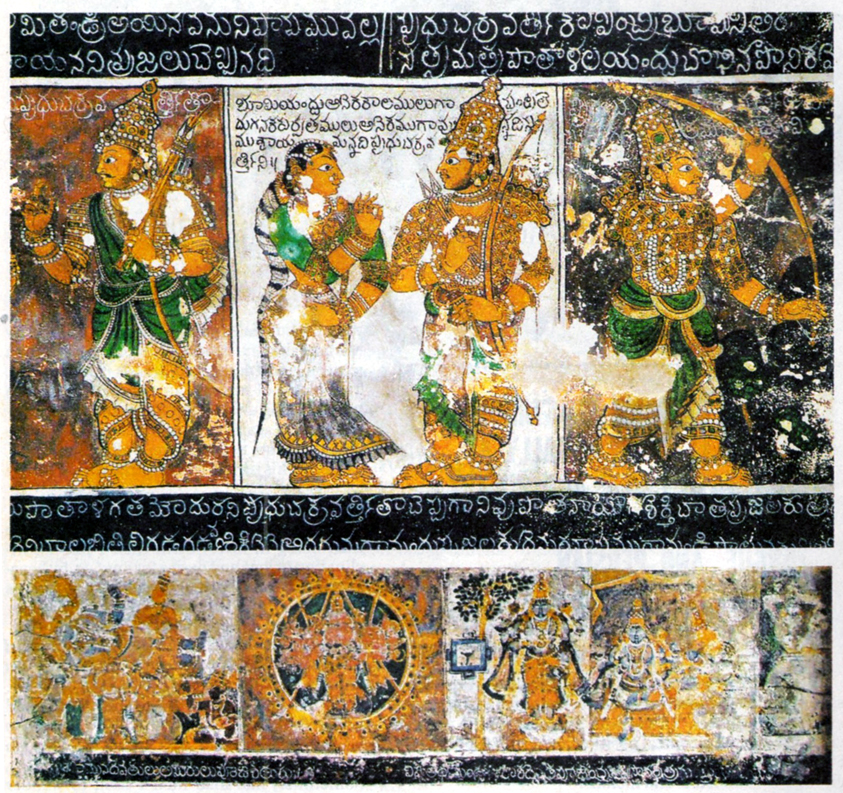
マドゥライ・ナーヤカ朝の王と王妃

これらの王朝を築いたナーヤカは、健在だったヴィジャヤナガル王国の中でも、有力な大ナーヤカに分類されるものであった。
1565年、ターリコータの戦いで、ヴィジャヤナガル王国がムスリム5王国に敗北すると、これらナーヤカは半独立の立場をとり、公然と反抗するに至った。
1614年、最後の偉大な王ヴェンカタ2世が死ぬと、ヴィジャヤナガル王国は大規模な内乱に陥り、これらはナーヤカ朝として独立するに至った。
おもなナーヤカ朝
- シェンジ・ナーヤカ朝
- マドゥライ・ナーヤカ朝
- タンジャーヴール・ナーヤカ朝
- ケラディ・ナーヤカ朝
- チトラドゥルガ・ナーヤカ朝

これらのナーヤカ朝は、たがいに滅ぼし合ったり、あるいは外敵に滅ぼされたりして、その数を減らしながら、18世紀に入っても細々と存続した。
1779年最後の王朝であるチトラドゥルガ・ナーヤカ朝が、マイソール王国に滅ぼされ、ナーヤカ朝の歴史は終わりを告げた。